# Пентагастрин
Пентагастри́н (лат. Pentagastrinum) — синтетический олигопептид, при парентеральном введении дающий эффект, аналогичный гистамину. Он стимулирует секрецию соляной кислоты, пепсина и внутреннего фактора Кастла и применяется при выполнении некоторых диагностических процедур:
- пентагастринового стимулированного теста медуллярной карциномы щитовидной железы;
- пентагастриновых стимулированных тестов желудочной секреции при выполнении внутрижелудочной pH-метрии или фракционного зондирования[5].

Синонимы: Acignost, Gastrodiagnost, Pentagastrin, Peptavlon. Молекулярный вес: 767,89146 г/моль.
Белый или белый со слегка желтоватым оттенком аморфный порошок без запаха. Практически не растворим в воде, плохо растворим в спирте. 
Хранение: список Б. В защищенном от света месте при температуре от +1 до +6 °C.
Дозировка. Вводят подкожно однократно из расчёта 6 мкг на 1 кг веса пациента. Лекарственные препараты, влияющие на желудочную секрецию, отменяют не менее, чем за 24 часа до исследования.
Применение пентагастрина противопоказано при недостаточности кровообращения II - III стадии, нарушениях сердечного ритма, выраженной гипотензии.
Побочные действия. Со стороны нервной системы: головокружение, головная боль, слабость, расстройства психики, неустойчивость настроения. Со стороны кожных покровов и подкожно-жировой клетчатки: гиперемия кожи. Со стороны пищеварительной системы: слюнотечение, тошнота, боль в животе, позывы к дефекации, рвота, урчание в животе. Со стороны дыхательной системы: тахипноэ. Со стороны органов чувств: нарушение зрения. Со стороны сердечно-сосудистой системы: снижение артериального давления. Аллергические реакции. Прочие: ощущение тяжести в конечностях, озноб, покалывания в пальцах.
N—трет—Бутилоксикарбонил—L—аланил—L—триптофил—L—метионил—L—аспарагинил—L—фенилаланиламид (пентапептид).